# Vado (lugar)

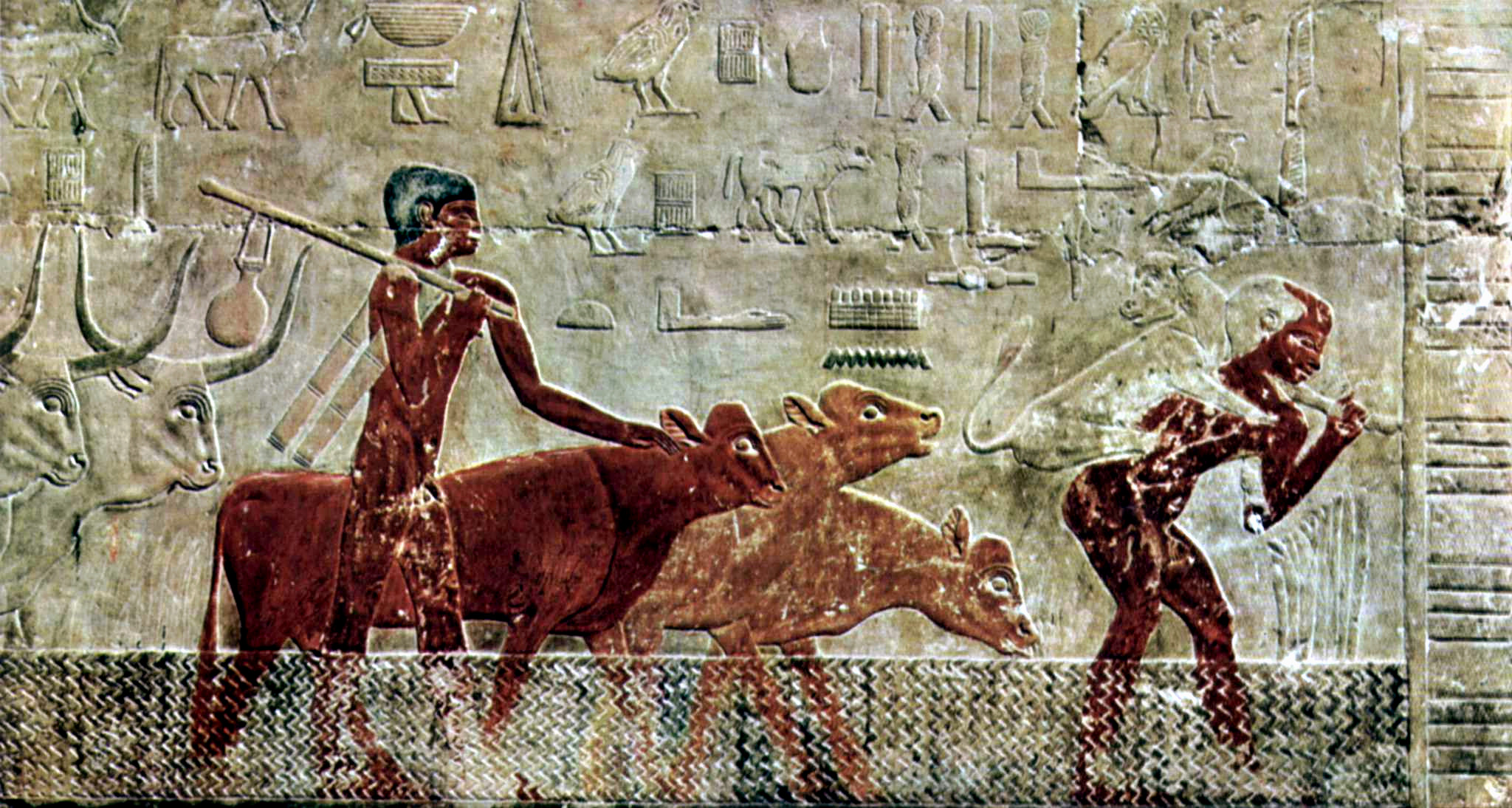
Escena de campesinos vadeando el Nilo. Bajorrelieve grabado en la mastaba de Ti.

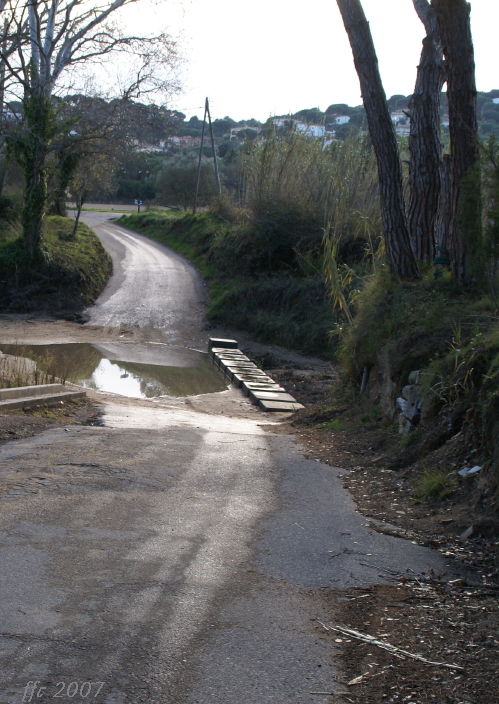
Vado en Calonge, Bajo Ampurdán (España).

Un vado (del latín vadus), cruce o paso es un lugar de un río, arroyo o corriente de agua con fondo firme y poco profundo, por donde se puede pasar.
También tiene otros significados como:
- Espacio modificado de la vía pública, rebajando el bordillo en la acera, que se destina al libre acceso de vehículos a locales o fincas situadas junto al mismo.
- Punto del mar donde pueden fondear barcos.

## Vado en la toponimia
- vadum

Una de las hipótesis del origen del nombre de Sabadell es que proviene del latín vadum o badallum, en referencia al vado para atravesar el río Ripoll.
El historiador Javier Tusell argumenta que 'Bilbao' es una evolución de «bello vado».
- trajectum

Otra palabra del latín, trajectum (que en neerlandés es -drecht, -trecht y –tricht) se encuentra en el nombre de la ciudad de Maastricht o 'vado del río Mosa' (Maas en neerlandés) y en muchos otros topónimos: Barendrecht, Berendrecht, Dordrecht, Duivendrecht, Haastrecht, Moordrecht, Sliedrecht, Utrecht, Tricht, Zwijndrecht.
- voorde, ford, furt
Vado se dice voorde en neerlandés, ford en inglés y Furt en alemán, se encuentra por ejemplo Amersfoort, Bosvoorde, Dietfurt, Fráncfort del Meno, Fráncfort del Oder, Oxford, Steenvoorde, Stratford y Vilvoorde.
- rito, rhyd

La palabra gaélica rito se usa en Augustoritum o vado de Augusto, nombre en latín de Limoges; en Niort que proviene de Nova Ritum o vado nuevo del río Sèvre Niortaise; o en el municipio galés Rhyd-Ddu o vado negro.
- àtha: se encuentra esta palabra gaélica en el nombre irlandés de Dublín, Baile Átha Cliath ("la ciudad del vado con las orillas de caña") y en Baile Átha an Rí ("vado del Rey").

## Paso en la toponimia
Paso de los Toros, Paso Severino, Paso Molino, etc.